# Ploegenklassement Ronde van Frankrijk
Het ploegenklassement is de benaming voor een van de wedstrijdklassementen tijdens de Ronde van Frankrijk. In tegenstelling tot de verschillende andere klassementen, zoals het algemeen klassement en het bergklassement, is dit niet een klassement op individuele basis, maar is het een maat voor de best presterende wielerploeg als geheel. Voor het berekenen van het puntental worden na iedere etappe de tijden van de drie eerste rijders van elk team opgeteld. Vroeger mocht de leidende ploeg met een geel petje rijden. Nu rijdt de leidende ploeg met een geel rugnummer, en in 2012 voor het eerst ook met een gele helm.
Ploegen hebben al vanaf de eerste Tour in 1903 een belangrijke rol gespeeld. Van 1903 tot en met 1929 werd de Tour verreden met ploegen van rijwielmerken die de beste renners contracteerden. Vanaf 1930 werd de Tour verreden met landenploegen. Wegens de grote commerciële druk op de Tourorganisatie werd vanaf 1962 de tour weer verreden met merkenploegen. Ook in 1967 en 1968 kwamen landenploegen aan de start.
Tussen 1973 en 1989 kende de Tour ook een ploegenpuntenklassement.

## Lijst van winnaars
In de jaren voor 1930 was er nog geen officieel ploegenklassement; de sponsor van de winnaar in het algemeen klassement wordt soms genoemd als winnende ploeg.
| - Ronde van Frankrijk 1903 - La Française - Ronde van Frankrijk 1904 - La Française - Ronde van Frankrijk 1905 - Peugeot - Ronde van Frankrijk 1906 - Peugeot - Ronde van Frankrijk 1907 - Peugeot - Ronde van Frankrijk 1908 - Peugeot - Ronde van Frankrijk 1909 - Alcyon - Ronde van Frankrijk 1910 - Alcyon - Ronde van Frankrijk 1911 - Alcyon - Ronde van Frankrijk 1912 - Alcyon - Ronde van Frankrijk 1913 - Peugeot - Ronde van Frankrijk 1914 - Peugeot - Ronde van Frankrijk 1919 - La sportive - Ronde van Frankrijk 1920 - La sportive - Ronde van Frankrijk 1921 - La sportive - Ronde van Frankrijk 1922 - Peugeot - Ronde van Frankrijk 1923 - Automoto - Ronde van Frankrijk 1924 - Automoto - Ronde van Frankrijk 1925 - Automoto - Ronde van Frankrijk 1926 - Automoto - Ronde van Frankrijk 1927 - Alcyon - Ronde van Frankrijk 1928 - Alcyon - Ronde van Frankrijk 1929 - Alcyon - Ronde van Frankrijk 1930 - Frankrijk - Ronde van Frankrijk 1931 - België - Ronde van Frankrijk 1932 - Italië - Ronde van Frankrijk 1933 - Frankrijk - Ronde van Frankrijk 1934 - Frankrijk - Ronde van Frankrijk 1935 - België - Ronde van Frankrijk 1936 - België - Ronde van Frankrijk 1937 - Frankrijk - Ronde van Frankrijk 1938 - België - Ronde van Frankrijk 1939 - België B - Ronde van Frankrijk 1947 - Italië - Ronde van Frankrijk 1948 - België A - Ronde van Frankrijk 1949 - Italië - Ronde van Frankrijk 1950 - België - Ronde van Frankrijk 1951 - Frankrijk - Ronde van Frankrijk 1952 - Italië - Ronde van Frankrijk 1953 - Nederland - Ronde van Frankrijk 1954 - Zwitserland - Ronde van Frankrijk 1955 - Frankrijk - Ronde van Frankrijk 1956 - België - Ronde van Frankrijk 1957 - Frankrijk - Ronde van Frankrijk 1958 - België - Ronde van Frankrijk 1959 - België - Ronde van Frankrijk 1960 - Frankrijk - Ronde van Frankrijk 1961 - Frankrijk - Ronde van Frankrijk 1962 - St. Raphael - Ronde van Frankrijk 1963 - St. Raphael - Ronde van Frankrijk 1964 - Pelforth - Ronde van Frankrijk 1965 - KAS - Ronde van Frankrijk 1966 - KAS - Ronde van Frankrijk 1967 - Frankrijk - Ronde van Frankrijk 1968 - Spanje - Ronde van Frankrijk 1969 - Faema | - Ronde van Frankrijk 1970 - Salvarani - Ronde van Frankrijk 1971 - BIC - Ronde van Frankrijk 1972 - GAN - Ronde van Frankrijk 1973 - BIC - Ronde van Frankrijk 1974 - KAS - Ronde van Frankrijk 1975 - GAN - Ronde van Frankrijk 1976 - KAS - Ronde van Frankrijk 1977 - Raleigh - Ronde van Frankrijk 1978 - Miko - Ronde van Frankrijk 1979 - Renault - Ronde van Frankrijk 1980 - Miko - Ronde van Frankrijk 1981 - Peugeot - Ronde van Frankrijk 1982 - Coop - Ronde van Frankrijk 1983 - Raleigh - Ronde van Frankrijk 1984 - Renault - Ronde van Frankrijk 1985 - La Vie Claire - Ronde van Frankrijk 1986 - La Vie Claire - Ronde van Frankrijk 1987 - Système U - Ronde van Frankrijk 1988 - PDM - Ronde van Frankrijk 1989 - PDM - Ronde van Frankrijk 1990 - Z - Ronde van Frankrijk 1991 - Banesto - Ronde van Frankrijk 1992 - Carrera - Ronde van Frankrijk 1993 - Carrera - Ronde van Frankrijk 1994 - Festina - Ronde van Frankrijk 1995 - ONCE - Ronde van Frankrijk 1996 - Festina - Ronde van Frankrijk 1997 - Team Deutsche Telekom - Ronde van Frankrijk 1998 - Cofidis - Ronde van Frankrijk 1999 - Banesto - Ronde van Frankrijk 2000 - Kelme - Ronde van Frankrijk 2001 - Kelme - Ronde van Frankrijk 2002 - ONCE - Ronde van Frankrijk 2003 - Team CSC - Ronde van Frankrijk 2004 - T-Mobile Team - Ronde van Frankrijk 2005 - T-Mobile Team - Ronde van Frankrijk 2006 - T-Mobile Team - Ronde van Frankrijk 2007 - Discovery Channel Team - Ronde van Frankrijk 2008 - Team CSC - Ronde van Frankrijk 2009 - Astana - Ronde van Frankrijk 2010 - Team RadioShack - Ronde van Frankrijk 2011 - Team Garmin-Cervélo - Ronde van Frankrijk 2012 - RadioShack-Nissan-Trek - Ronde van Frankrijk 2013 - Team Saxo-Tinkoff - Ronde van Frankrijk 2014 - AG2R La Mondiale - Ronde van Frankrijk 2015 - Team Movistar - Ronde van Frankrijk 2016 - Team Movistar - Ronde van Frankrijk 2017 - Team Sky - Ronde van Frankrijk 2018 - Movistar Team - Ronde van Frankrijk 2019 - Movistar Team - Ronde van Frankrijk 2020 - Movistar Team - Ronde van Frankrijk 2021 - Bahrain-Victorious - Ronde van Frankrijk 2022 - INEOS Grenadiers - Ronde van Frankrijk 2023 - Jumbo-Visma - Ronde van Frankrijk 2024 - UAE Team Emirates - Ronde van Frankrijk 2025 - Team Visma-Lease a Bike |

 winnaars gele trui · 
 puntenklassement · 
 bergklassement · 
 jongerenklassement · 
 tussensprintklassement · 
 combinatieklassement · 
 ploegenklassement · 
 strijdlust · 
rode lantaarn
records · meeste deelnames · ranglijst etappewinnaars · bekende beklimmingen · valpartijen · dopinggevallen · Grand Départ · Souvenir Henri Desgrange
1903 · 
1904 · 
1905 · 
1906 · 
1907 · 
1908 · 
1909 · 
1910 · 
1911 · 
1912 · 
1913 · 
1914 ·
1915 ·
1916 ·
1917 ·
1918 · 
1919 · 
1920 · 
1921 · 
1922 · 
1923 · 
1924 · 
1925 · 
1926 · 
1927 · 
1928 · 
1929 · 
1930 · 
1931 · 
1932 · 
1933 · 
1934 · 
1935 · 
1936 · 
1937 · 
1938 · 
1939 · 
1940 ·
1941 ·
1942 ·
1943 ·
1944 ·
1945 ·
1946 ·
1947 · 
1948 · 
1949 · 
1950 · 
1951 · 
1952 · 
1953 · 
1954 · 
1955 · 
1956 · 
1957 · 
1958 · 
1959 · 
1960 · 
1961 · 
1962 · 
1963 · 
1964 · 
1965 · 
1966 · 
1967 · 
1968 · 
1969 · 
1970 · 
1971 · 
1972 · 
1973 · 
1974 · 
1975 · 
1976 · 
1977 · 
1978 · 
1979 · 
1980 · 
1981 · 
1982 · 
1983 · 
1984 · 
1985 · 
1986 · 
1987 · 
1988 · 
1989 · 
1990 · 
1991 · 
1992 · 
1993 · 
1994 · 
1995 · 
1996 · 
1997 · 
1998 · 
1999 · 
2000 · 
2001 · 
2002 · 
2003 · 
2004 · 
2005 · 
2006 · 
2007 · 
2008 · 
2009 · 
2010 · 
2011 · 
2012 · 
2013 · 
2014 · 
2015 · 
2016 · 
2017 · 
2018 · 
2019 ·
2020 · 
2021 · 
2022 · 
2023 · 
2024 · 
2025